# Ldzań (gromada)
Ldzań – dawna gromada, czyli najmniejsza jednostka podziału terytorialnego Polskiej Rzeczypospolitej Ludowej w latach 1954–1972.
Gromady, z gromadzkimi radami narodowymi (GRN) jako organami władzy najniższego stopnia na wsi, funkcjonowały od reformy reorganizującej administrację wiejską przeprowadzonej jesienią 1954 do momentu ich zniesienia z dniem 1 stycznia 1973, tym samym wypierając organizację gminną w latach 1954–1972.
Gromadę Ldzań siedzibą GRN we Ldzaniu utworzono – jako jedną z 8759 gromad na obszarze Polski – w powiecie łaskim w woj. łódzkim, na mocy uchwały nr 31/54 WRN w Łodzi z dnia 4 października 1954. W skład jednostki weszły obszary dotychczasowych gromad Ldzań i Morgi oraz wieś Mogilno Duże z dotychczasowej gromady Mogilno ze zniesionej gminy Dobroń, a także obszar dotychczasowej gromady Rokitnica ze zniesionej gminy Wiewiórczyn w tymże powiecie. Dla gromady ustalono 13 członków gromadzkiej rady narodowej.
Gromadę zniesiono 1 stycznia 1959, a jej obszar włączono do gromad Dobroń (wieś i kolonię Ldzań, osadę młyńską Tatar, wieś Morgi, wieś Brogi, wieś Zimne Wody i wieś Mogilno Duże) i Wiewiórczyn (wieś Rokitnica) w tymże powiecie.